# Psalmopoeus reduncus
Psalmopoeus reduncus é uma espécie de aranha pertencente à família Theraphosidae (tarântulas).